# Chelsea Pitch Owners

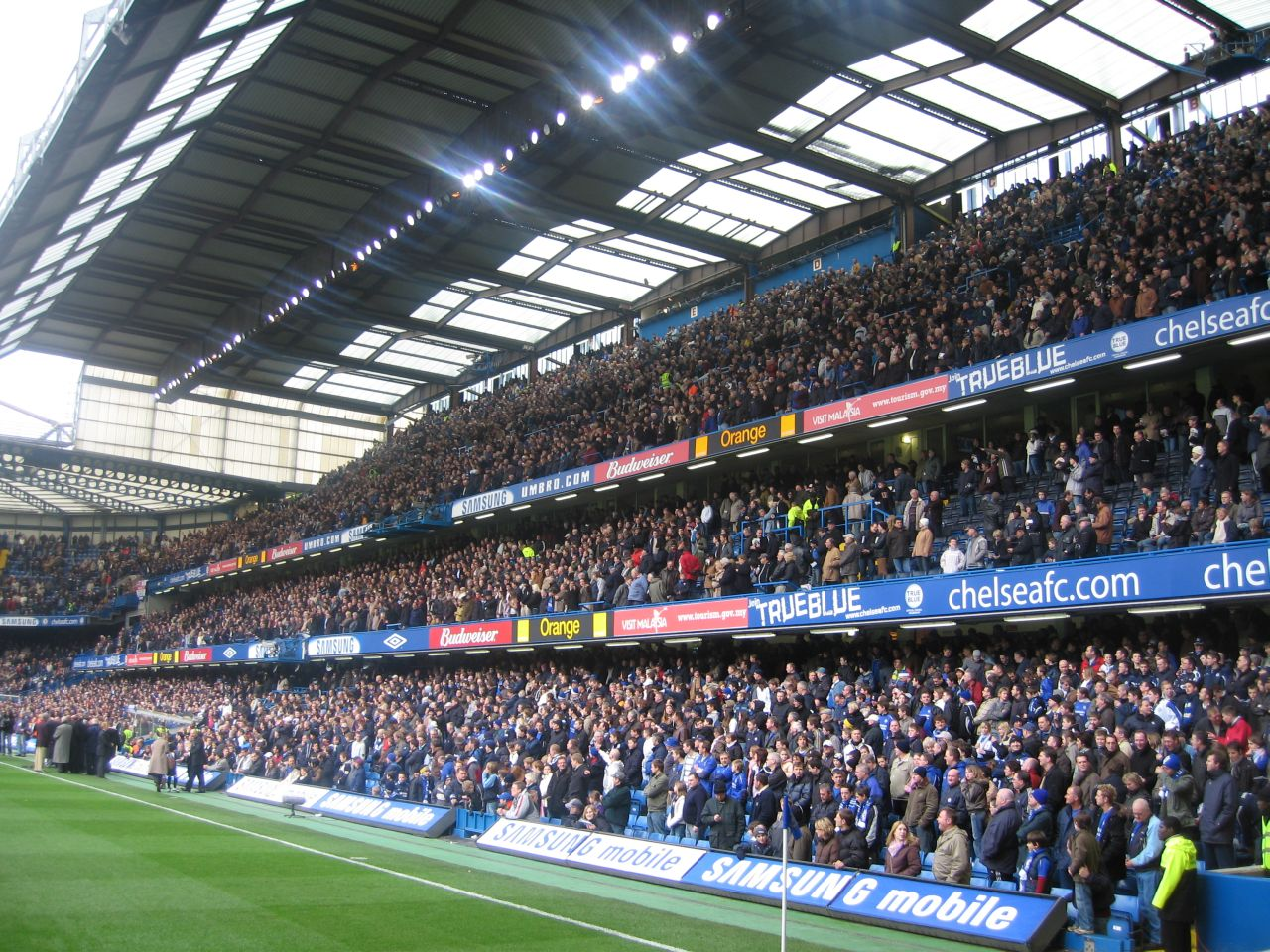
La East Stand, i cui costi di costruzione furono una delle cause dei problemi finanziari del Chelsea F.C. negli anni Settanta e Ottanta

Chelsea Pitch Owners plc (it. Possessori del Campo del Chelsea) è un'organizzazione non-profit che possiede la proprietà fondiaria assoluta dello stadio Stamford Bridge e i diritti di denominazione del Chelsea Football Club.

## Organizzazione e proprietà

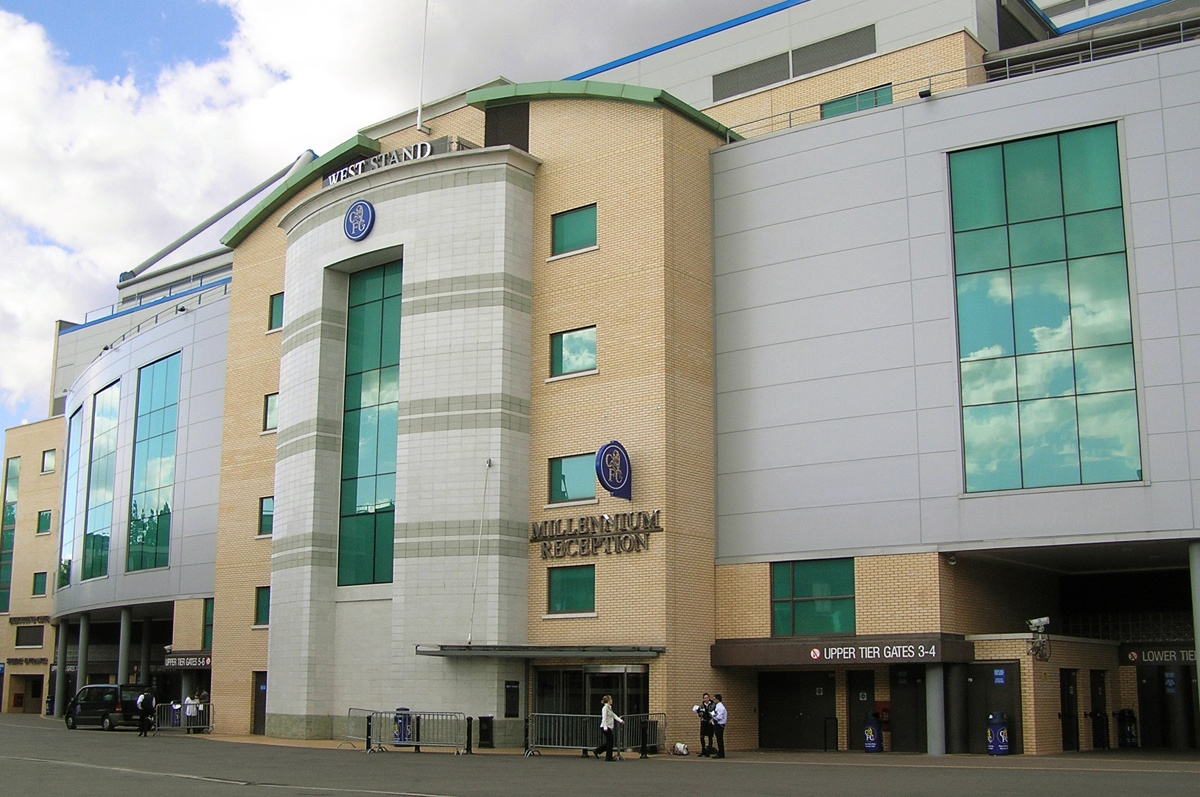
Il nuovo ingresso al West Stand.

La company è una organizzazione senza scopo di lucro e non è quotata sul Stock Exchange.
Lo scopo è quello di raccogliere i soldi necessari per pagare il prestito e poi affittare la proprietà assoluta di nuovo al club, sulla condizione rigorosamente definito che il terreno può essere utilizzato solo per scopi di calcio.  A partire dal 2011, circa 15.000 azioni sono state vendute, e circa £ 1,5 milioni del debito è stato pagato.
L'ex capitano del Club John Terry è l'attuale Presidente del CPO.